# Dirko Juchem
Dirko Juchem (* 1961 in Koblenz) ist ein deutscher Jazz-Musiker.

## Leben
Juchem studierte Jazz- und Popularmusik bei Herb Geller in Hamburg und an der Musikhochschule Köln. Danach arbeitete er als Live- und Studiomusiker für verschiedene Künstler, Bands und Shows, u. a. mit dem Circus Roncalli und dem Circus Flic Flac, mit dem Sänger Harald Juhnke und auf internationaler Ebene mit der amerikanischen Jazzsängerin Sara K., Songwriter Allan Taylor und Paul Anka.
Bei rund 100 CD-, DVD- und LP-Produktionen hat er mitgewirkt; Tourneen führten ihn nach Los Angeles und Taiwan. Seit 1998 ist er Saxophonist und Flötist in der Band des Kinderliedermachers Rolf Zuckowski und spielt seit 2003 mit Thomas Anders. Juchem veröffentlichte sechs eigene CDs, darunter das Album acoustic groove, das er u. a. mit der Hammond-Organistin Barbara Dennerlein einspielte.
Seit 1992 unterrichtet Juchem Saxophon und Flöte an verschiedenen Musikschulen und erteilt Workshops. Seit 2008 kooperiert er mit dem Instrumentenhersteller Jupiter und unterrichtet an der Rock-Pop-Jazz-Berufsakademie Mittelhessen. Er veröffentlichte zahlreiche Lehrbücher, CDs und Lehr-DVDs für Saxophonisten und Querflötisten.
Seit 2007 entwickelt Juchem sein „jazz flute – beatboxing“-Soloprogramm mit einer neuen Flötentechnik, bei der zum gespielten Flötenton gleichzeitig mit dem Mund Beatbox-Rhythmen produziert werden. (Siehe auch: Beatbox-Mischformen: Instrumentenspiel)

## Diskographische Hinweise
Eigene CDs
- Interlude (Schnoog Records, 1996)
- acoustic groove (Toca Records, 2001 – u. a. mit Barbara Dennerlein)
- jazzy christmas (Skywalk Records, 2005)
- Zauber der Instrumentalmusik (Skywalk Records, 2006)
- 16 flute solos (Skywalk Records, 2009)
- RazzFazz (Skywalk Records, 2013)

Mitwirkung
- Thea Austin (SNAP!): Don't Stop (Extra Music & Vision, 1993)
- Allan Taylor: Looking for you (Stockfisch, 1996)
- Sara K.: Water Falls (Stockfisch, 2002)
- DrumsFusion: Farben den Windes (TOCA, 2003)
- Thomas Anders: The DVD-Collection (edel / DVD, 2006)

## Weitere Publikationen
- Schott Music:
  - Saxophone Facts (1996)
  - Saxophone Goes Classic (2001)
  - All Time Standards (2002)
  - Jazzy Christmas (2003)
  - Jazzy Classix (2003)
  - Saxophon Sound (2005)
  - Saxophon spielen – mein schönstes Hobby (2005)
  - Saxophon spielen – mein schönstes Hobby, Band 2 (2006)
  - Saxophon spielen – mein schönstes Hobby, Spielbuch 1 (2007)
  - Saxophon spielen – mein schönstes Hobby, Spielbuch 2 (2008)
  - Saxophon spielen – mein schönstes Hobby, DVD (2008 / Europ. Medienpreis 2008)
  - Swinging Folksongs (2008)
  - Schott Saxophone Lounge: Pop Ballads (2009)
  - Schott Saxophone Lounge: Jazz Ballads (2009)
  - Schott Flute Lounge: Jazz Ballads (2010)
  - Schott Saxophone Lounge: Swing Standards (2010)
  - Schott Saxophone Lounge: Christmas Classics (2010)
  - Schott Saxophone Lounge: Movie Classics (2011)
  - Modern Flute Concept (2011)
  - Schott Flute Lounge: Pop Ballads (2011)
  - Schott Flute Lounge: Christmas Classics (2011)
  - Saxophon spielen – mein schönstes Hobby, Weihnachtsmelodien (2012)
  - Schott Saxophone Lounge: Latin Standards (2013)
  - Der Saxophon Doktor, Equipment, Wartung und Reparatur (2014)
  - Schott Saxophone Lounge: Rock Ballads (2014)
  - Petite Suite (2014)
  - Schott Flute Lounge: Movie Classics (2014)
  - Schott Flute Lounge: Latin Standards (2014)

- Voggenreiter-Verlag:
  - Improvisation in der Popmusik (1992)
  - Saxophon Improvisation (1999)

- Doblinger-Verlag:
  - Flute Tracks, Songs und Spieltechniken (2014)